# Ligue mondiale féminine de water-polo 2011
Navigation
Édition précédente Édition suivante
La Ligue mondiale 2011 est la huitième édition de la Ligue mondiale de water-polo féminin, compétition annuelle organisée par la Fédération internationale de natation (FINA). Elle est remportée par l’équipe des États-Unis pour son sixième titre en huit éditions.
Chaque zone continentale organise des qualifications entre équipes invitées à participer. Leurs huit vainqueurs participent à une super finale du 14 au 19 juin 2011 dans un nouveau complexe de natation et de plongeon de cinq mille places, inauguré au printemps 2011, à Tianjin, en République populaire de Chine.

## Équipes participant à la super finale
L'équipe du pays hôte est directement qualifiée. Si elle occupe une place qualifiante de son continent, c'est l'équipe arrivée seconde qui est qualifiée pour le groupe concerné.
Qualifiée d'Amérique :
- Canada,
- États-Unis.

Qualifiées d'Asie et d'Océanie :
- Chine (pays hôte),
- Australie.

Qualifiées européennes :
- Espagne,
- Italie,
- Grèce,
- Russie.

## Qualifications
Les équipes nationales sont invitées par la FINA à participer aux qualifications de la Ligue mondiale d'après leurs résultats ou leurs progrès récents. Ces qualifications sont organisées par zone continentale ou par regroupement de deux zones continentales selon le nombre d'équipes participantes.
Une équipe doit affronter deux fois chacune des autres équipes de son groupe de qualification. Les matches ne peuvent pas se terminer sur un score d'égalité. Une séance de tirs au but (« T ») départagent les équipes. Dans ces cas, le vainqueur marque deux points au classement et le perdant un point, au lieu respectivement de trois points et zéro point en cas de score inégal.

### Amérique
Le tour des qualifications américaines a lieu les 20 et 21 mai 2011 à Newport Beach, aux États-Unis. Il consiste en deux matches entre les équipes du Canada et des États-Unis, seules participantes et donc sûres d'être qualifiées pour la super finale.
| Rang | Équipe     | Pts | J | G | N | P | Bp | Bc | Diff |
| ---- | ---------- | --- | - | - | - | - | -- | -- | ---- |
| 1    | États-Unis | 5   | 2 | 1 | 1 | 0 | 23 | 15 | +8   |
| 2    | Canada     | 1   | 2 | 0 | 1 | 1 | 15 | 23 | -8   |

| Date   |            | Score |            | Quarts-temps                    |
| ------ | ---------- | ----- | ---------- | ------------------------------- |
| 20 mai | États-Unis | 8-8,  | Canada     | 3-3 ; 1-0 ; 0-2 ; 4-3 ; T : 4-2 |
| 21 mai | Canada     | 5-11, | États-Unis | 3-1 ; 0-3 ; 1-3 ; 1-4           |

### Asie et Océanie
Le premier tour des qualifications asiatiques et océaniennes devait avoir lieu du 12 au 14 mai 2011 à Christchurch, en Nouvelle-Zélande. Cependant, à la suite du séisme du 22 février 2011, la compétition est déplacée du 11 au 13 mai à Auckland. Le second tour se déroule du 16 au 20 mai à Sydney, en Australie au cours duquel chacune des quatre équipes affronte également en match amical l'équipe d'Australie des moins de vingt ans.
Les équipes d'Australie et de Chine se qualifient pour la super finale. Les Australiennes devancent les Chinoises grâce à la différence de buts particulière.
| Rang | Équipe           | Pts | J | G | N | P | Bp | Bc | Diff |
| ---- | ---------------- | --- | - | - | - | - | -- | -- | ---- |
| 1    | Australie        | 18  | 6 | 6 | 0 | 0 | 76 | 36 | +40  |
| 2    | Chine            | 12  | 6 | 4 | 0 | 2 | 89 | 47 | +42  |
| 3    | Japon            | 3   | 6 | 1 | 0 | 5 | 41 | 78 | -37  |
| 4    | Nouvelle-Zélande | 3   | 6 | 1 | 0 | 5 | 38 | 83 | -45  |

| Date               |                  | Score |                  | Quarts-temps            |
| ------------------ | ---------------- | ----- | ---------------- | ----------------------- |
| Tournoi d'Auckland |                  |       |                  |                         |
| 11 mai             | Chine            | 14-9  | Japon            | - ; -                   |
| 11 mai             | Nouvelle-Zélande | 5-16  | Australie        | 0-6 ; 0-4 ; 1-4 ; 4-2   |
| 12 mai             | Australie        | 16-3  | Japon            | 2-1 ; 7-2 ; 12-2 ; 16-5 |
| 12 mai             | Nouvelle-Zélande | 6-17  | Chine            | - ; -                   |
| 13 mai             | Chine            | 10-11 | Australie        | 2-4 ; 2-2 ; 2-3 ; 4-2   |
| 13 mai             | Nouvelle-Zélande | 6-14  | Japon            | - ; -                   |
| Tournoi de Sydney  |                  |       |                  |                         |
| 16 mai             | Chine            | 21-4  | Japon            | 5-1 ; 5-1 ; 8-1 ; 3-1   |
| 17 mai             | Chine            | 18-8  | Nouvelle-Zélande | 6-3 ; 4-1 ; 5-3 ; 3-1   |
| 18 mai             | Australie        | 14-5, | Japon            | 3-3 ; 3-0 ; 5-2 ; 3-0   |
| 19 mai             | Australie        | 10-6, | Nouvelle-Zélande | 2-0 ; 3-4 ; 4-1 ; 1-1   |
| 20 mai             | Nouvelle-Zélande | 7-6   | Japon            | 3-1 ; 1-4 ; 1-1 ; 2-0   |
| 20 mai             | Australie        | 9-7,  | Chine            | 2-2 ; 6-2 ; 1-1 ; 0-2   |

### Europe
Le tour des qualifications européennes a lieu en mai. Les deux premières équipes de chaque groupe se qualifient pour la super finale.

#### Groupe A
Les deux tours du groupe A ont lieu du 13 au 15 mai à Barcelone (Espagne) et du 20 au 22 mai à Athènes, en Grèce.
Le tournoi de Barcelone est organisé par la Fédération catalane de natation avec le club Unió Esportiva d'Horta. Il est joué comme le 12e trophée international Ciutat de Barcelona remporté par l'équipe d'Espagne.
| Rang | Équipe          | Pts | J | G | N | P | Bp | Bc | Diff |
| ---- | --------------- | --- | - | - | - | - | -- | -- | ---- |
| 1    | Grèce           | 13  | 6 | 4 | 1 | 1 | 63 | 58 | +5   |
| 2    | Espagne         | 12  | 6 | 4 | 0 | 2 | 75 | 63 | +12  |
| 3    | Hongrie         | 5   | 6 | 1 | 1 | 3 | 56 | 59 | -3   |
| 4    | Grande-Bretagne | 3   | 6 | 1 | 0 | 4 | 46 | 60 | -14  |

| Date                 |                 | Score |                 | Quarts-temps                    |
| -------------------- | --------------- | ----- | --------------- | ------------------------------- |
| Tournoi de Barcelone |                 |       |                 |                                 |
| 13 mai               | Grèce           | 9-10  | Grande-Bretagne | 2-1 ; 3-3 ; 4-3 ; 0-3           |
| 13 mai               | Espagne         | 15-10 | Hongrie         | 5-5 ; 3-2 ; 5-2 ; 2-1           |
| 14 mai               | Grande-Bretagne | 9-14  | Hongrie         | 2-6 ; 2-2 ; 1-5 ; 4-1           |
| 14 mai               | Espagne         | 9-10  | Grèce           | 3-4 ; 2-0 ; 3-2 ; 1-4           |
| 15 mai               | Espagne         | 16-11 | Grande-Bretagne | 2-4 ; 6-3 ; 3-4 ; 5-0           |
| 15 mai               | Hongrie         | 9     | Grèce           | 2-1 ; 3-4 ; 3-1 ; 1-1 ; T : 5-4 |
| Tournoi d'Athènes    |                 |       |                 |                                 |
| 20 mai               | Grèce           | 8-7   | Hongrie         | - ; -                           |
| 20 mai               | Espagne         | 11-8  | Grande-Bretagne | 3-1 ; 2-2 ; 3-2 ; 3-3           |
| 21 mai               | Hongrie         | 11-14 | Espagne         | - ; -                           |
| 21 mai               | Grèce           | 10-8  | Grande-Bretagne | - ; -                           |
| 22 mai               | Grande-Bretagne | -     | Hongrie         | - ; -                           |
| 22 mai               | Grèce           | 13-10 | Espagne         | 4-4 ; 4-2 ; 3-2 ; 2-2           |

#### Groupe B
Le tournoi du groupe B est organisé par la Fédération italienne de natation avec le club Circolo Canottieri Ortigia et joué à la piscine Paolo Caldarella du 18 au 22 mai à Syracuse, en Italie.
En raison du peu d'équipes inscrites, à l'issue du tirage au sort, seul un tour est prévu pour le groupe B. Cependant, des matches amicaux auront lieu entre l'équipe dispensée du jour et une équipe d'Italie « B ».
| Rang | Équipe    | Pts | J | G | N | P | Bp | Bc | Diff |
| ---- | --------- | --- | - | - | - | - | -- | -- | ---- |
| 1    | Russie    | 12  | 4 | 4 | 0 | 0 | 59 | 32 | +27  |
| 2    | Italie    | 6   | 4 | 2 | 0 | 2 | 38 | 40 | -2   |
| 3    | Allemagne | 0   | 4 | 0 | 0 | 4 | 28 | 53 | -25  |

| Date                |           | Score |           | Quarts-temps          |
| ------------------- | --------- | ----- | --------- | --------------------- |
| Tournoi de Syracuse |           |       |           |                       |
| 18 mai              | Italie    | 10-7  | Allemagne | 3-2 ; 5-2 ; 1-1 ; 1-2 |
| 19 mai              | Russie    | 19-8  | Italie    | 5-3 ; 6-2 ; 5-3 ; 3-0 |
| 19 mai              | Russie    | 16-11 | Allemagne | 4-3 ; 2-2 ; 4-3 ; 6-3 |
| 20 mai              | Italie    | 8-9   | Russie    | 3-4 ; 1-2 ; 3-0 ; 1-3 |
| 21 mai              | Allemagne | 5-12  | Italie    | 0-2 ; 1-2 ; 2-4       |
| 22 mai              | Allemagne | 5-15  | Russie    | 1-6 ; 1-3 ; 1-2 ; 2-4 |

## Super finale
La super finale entre les huit qualifiés a lieu du 14 au 19 juin 2011 à Tianjin, en République populaire de Chine.

### Tour préliminaire

#### Groupe A
| Rang | Équipe     | Pts | J | G | N | P | Bp | Bc | Diff |
| ---- | ---------- | --- | - | - | - | - | -- | -- | ---- |
| 1    | États-Unis | 7   | 3 | 2 | 1 | 0 | 27 | 22 | +5   |
| 2    | Chine      | 6   | 3 | 2 | 0 | 1 | 29 | 27 | +2   |
| 3    | Grèce      | 5   | 3 | 1 | 1 | 1 | 27 | 23 | +4   |
| 4    | Italie     | 0   | 3 | 0 | 0 | 3 | 19 | 32 | -13  |

| Date    |            | Score |            | Quarts-temps                    |
| ------- | ---------- | ----- | ---------- | ------------------------------- |
| 14 juin | Grèce      | 8-9   | Chine      | 2-4 ; 2-2 ; 3-0 ; 1-3           |
| 14 juin | États-Unis | 9-6   | Italie     | 1-2 ; 3-0 ; 2-3 ; 3-1           |
| 15 juin | Grèce      | 8-4   | Italie     | 3-1 ; 3-0 ; 1-2 ; 1-1           |
| 15 juin | États-Unis | 8-5   | Chine      | - ; -                           |
| 16 juin | Grèce      | 7-7   | États-Unis | 4-0 ; 0-4 ; 1-3 ; 2-0 ; T : 4-3 |
| 16 juin | Chine      | 15-9  | Italie     | 4-2 ; 5-2 ; 2-1 ; 4-4           |

#### Groupe B
| Rang | Équipe    | Pts | J | G | N | P | Bp | Bc | Diff |
| ---- | --------- | --- | - | - | - | - | -- | -- | ---- |
| 1    | Russie    | 9   | 3 | 3 | 0 | 0 | 35 | 23 | +12  |
| 2    | Australie | 6   | 3 | 2 | 0 | 1 | 33 | 26 | +7   |
| 3    | Espagne   | 3   | 3 | 1 | 0 | 2 | 22 | 37 | -15  |
| 4    | Canada    | 0   | 3 | 0 | 0 | 3 | 27 | 29 | -2   |

| Date    |           | Score |           | Quarts-temps          |
| ------- | --------- | ----- | --------- | --------------------- |
| 14 juin | Russie    | 9-8   | Canada    | 1-3 ; 2-0 ; 3-3 ; 3-2 |
| 14 juin | Australie | 14-6  | Espagne   | 3-0 ; 3-2 ; 4-2       |
| 15 juin | Russie    | 14-6  | Espagne   | 2-2 ; 3-2 ; 5-0 ; 4-2 |
| 15 juin | Australie | 10-8  | Canada    | 2-1 ; 2-1 ; 6-4 ; 0-2 |
| 16 juin | Russie    | 12-9  | Australie | 3-0 ; 3-4 ; 2-2 ; 4-3 |
| 16 juin | Canada    | 9-10  | Espagne   | 1-3 ; 2-1 ; 4-4 ; 2-2 |

### Quarts de finale
Les huit équipes participent aux quarts de finale : les premiers de chaque groupe affrontent les quatrièmes de l'autre, les deuxièmes et les troisièmes de groupe différent s'opposant.
| Date    |            | Score |           | Quarts-temps                    |
| ------- | ---------- | ----- | --------- | ------------------------------- |
| 17 juin | Grèce      | 8-10  | Australie | 2-2 ; 2-3 ; 2-2                 |
| 17 juin | Chine      | 8-8   | Espagne   | 2-2 ; 3-4 ; 0-1 ; 3-1 ; P : 5-4 |
| 17 juin | États-Unis | 8-6   | Canada    | 3-1 ; 2-1 ; 2-2 ; 1-2           |
| 17 juin | Russie     | 12-12 | Italie    | 4-3 ; 3-3 ; 2-3 ; 3-3 ; P : 8-9 |

### Demi-finales
| Date    |           | Score |            | Quarts-temps          |
| ------- | --------- | ----- | ---------- | --------------------- |
| 18 juin | Australie | 7-8   | États-Unis | 4-2 ; 2-3 ; 0-2 ; 1-1 |
| 18 juin | Chine     | 5-7   | Italie     | 1-2 ; 2-1 ; 2-4 ; 0-0 |

### Finale et matches de classement
| Date                        |           | Score  |            | Quarts-temps          |
| Finale                      | Finale    | Finale | Finale     | Finale                |
| --------------------------- | --------- | ------ | ---------- | --------------------- |
| 19 juin                     | Italie    | 7-9    | États-Unis | 1-2 ; 3-1 ; 1-3 ; 2-3 |
| Matches de classement 3e/4e |           |        |            |                       |
| 19 juin                     | Australie | 7-5    | Chine      | 1-2 ; 2-2 ; 2-1 ; 2-0 |
| Matches de classement 5e/8e |           |        |            |                       |
| 18 juin                     | Espagne   | 12-14  | Russie     | 4-6 ; 1-1 ; 3-3 ; 4-4 |
| 18 juin                     | Grèce     | 9-13   | Canada     | 1-1 ; 0-5 ; 5-3 ; 3-4 |
| 19 juin 5e/6e               | Russie    | 14-9   | Canada     | 4-1 ; 2-2 ; 4-2 ; 4-4 |
| 19 juin 7e/8e               | Espagne   | 8-14   | Grèce      | 3-4 ; 2-4 ; 0-2 ; 3-4 |

## Tableau d’honneur

### Classement final
|   | Équipes    |
| - | ---------- |
| 1 | États-Unis |
| 2 | Italie     |
| 3 | Australie  |
| 4 | Chine      |
| 5 | Russie     |
| 6 | Canada     |
| 7 | Grèce      |
| 8 | Espagne    |

### Meilleures joueuses
La Russe Sofia Konoukh est la meilleure marqueuse avec quatorze buts.
L'équipe idéale désignée par les journalistes présents est composée de la gardienne Betsey Armstrong (États-Unis), le pivot Olga Belyaeva (Russie), la gauchère Giulia Emmolo (Italie) et les joueuses de champ Kate Gynther (Australie), Ma Huanhuan (Chine), Sofia Konukh (Russie), Brenda Villa (États-Unis).

## Sources et références
1. 1 2 3 4 5  Russell McKinnon, « WPWL 2011: Brand new stadium hosts Women’s Water Polo Super Final », Fédération internationale de natation, 14 juin 2011 ; page consultée le 18 juin 2011.
2. ↑  « Les équipes canadiennes masculine et féminine de water-polo affronteront les É.-U. pour la qualification pour la Ligue mondiale », Water Polo Canada, 11 mai 2011 ; page consultée le 13 mai 2011.
3. ↑  « USA Women's National Team Rallies To Defeat Canada 12-10 In Shootout », USA Water Polo, 20 mai 2011 ; page consultée le 21 mai 2011.
4. ↑  « Le Canada perd contre les É.-U. en fusillade dans la qualification pour la Ligue mondiale de water-polo féminin », Water Polo Canada, 21 mai 2011 ; page consultée le 21 mai 2011.
5. ↑  « USA Women's National Team Rallies To Defeat Canada 12-10 In Shootout », USA Water Polo, 21 mai 2011 ; page consultée le 22 mai 2011.
6. ↑  « Le Canada s’incline contre les É.-U. dans la qualification pour la Ligue mondiale de water-polo féminin », Water Polo Canada, 22 mai 2011 ; page consultée le 22 mai 2011.
7. ↑  [PDF] Calendrier du tournoi d'Auckland, New Zealand Water Polo ; fichier consulté le 7 mai 2011.
8. 1 2 3  « Women's World League, Auckland: Stingers blitz New Zealand in opener », Australian Water Polo, 11 mai 2011 ; page consultée le 11 mai 2011.
9. ↑  Calendrier du tournoi de Sydney, Australian Water Polo sur Google Agenda ; page consultée le 13 mai 2011.
10. ↑  Russell McKinnon, « 2011: Aussie Sharks men crush Kazakhstan, China's women too good for Japan », Fédération internationale de natation, 16 mai 2011 ; page consultée le 17 mai 2011.
11. ↑  Russell McKinnon, « WPWL 2011 (Men): Japan's close win over Kazakhstan, Australia beats Kiwis at home  », Fédération internationale de natation, 17 mai 2011 ; page consultée le 18 mai 2011.
12. ↑  « WPWL 2011: Australia men and women qualify for Super Finals, as does China women »Russell McKinnon, , Fédération internationale de natation, 18 mai 2011 ; page consultée le 19 mai 2011.
13. 1 2 3  Résultats et résumés des matches de l'équipe d'Australie, Australian Water Polo, mise à jour régulière ; page consultée le 21 mai 2011.
14. ↑  Russell McKinnon, « WPWL 2011: China men book trip to Florence while New Zealanders hit top form », Fédération internationale de natation, 19 mai 2011 ; page consultée le 20 mai 2011.
15. 1 2  Russell McKinnon, « WPWL 2011: Second-quarter blitz seals top spot in Asia-Oceania for Aussie Stingers women », Fédération internationale de natation, 19 mai 2011 ; page consultée le 21 mai 2011.
16. 1 2  « Only seven European teams to take part in 2011 FINA World League », waterpolo-world.com, 28 décembre 2010 ; page consultée le 31 décembre 2010.
17. ↑  [PDF] Dossier de présentation du tour préliminaire de Barcelone, Fédération internationale de natation ; fichier consulté le 1er mai 2011.
18. ↑  « Espanya guanya el 12è Trofeu Internacional Ciutat de Barcelona », Fédération catalane de natation, 15 mai 2011 ; page consultée le 16 mai 2011.
19. ↑  Fiches de matches du tournoi de Barcelone, Fédération catalane de natation ; page et fichiers pdf consultés le 16 mai 2011.
20. 1 2  « España afianza el liderato en Atenas (11—8) », Real Federación Española de Natación, 20 mai 2011 ; page consultée le 21 mai 2011.
21. 1 2 3  « España, segunda de grupo, a la Superfinal », Real Federación Española de Natación, 22 mai 2011 ; page consultée le 22 mai 2011.
22. 1 2  [PDF] Dossier de présentation du tour préliminaire de Syracuse, Fédération internationale de natation ; fichier consulté le 1er mai 2011.
23. ↑  Résultats des tournois de qualification européenne, Waterpolo Development World, mise à jour régulière.
24. 1 2 3 4  Russell McKinnon, « Super Final 2011 (Women): USA impressive in 8-5 win over China  », Fédération internationale de natation, 15 juin 2011 ; page consultée le 18 juin 2011.
25. 1 2 3 4  Russell McKinnon, « Super Final 2011 (Women): USA and Russia win groups ahead of World League quarter-finals », Fédération internationale de natation, 16 juin 2011 ; page consultée le 18 juin 2011.
26. 1 2 3 4  Russell McKinnon, « Super Final 2011 (Women): Russia dumped from the World League semifinals by Italy in sudden-death penalty shootout », Fédération internationale de natation, 17 juin 2011 ; page consultée le 18 juin 2011.
27. 1 2 3 4  Russell McKinnon, « Super Final 2011 (Women): USA and Italy to battle out World League Super Final decider », Fédération internationale de natation, 18 juin 2011 ; page consultée le 18 juin 2011.
28. 1 2 3 4 5 6  Russell McKinnon, « Super Final 2011 (Women): Unstoppable USA claims incredible sixth World League crown », Fédération internationale de natation, 19 juin 2011 ; page consultée le 19 juin 2011.